# Frankatura mechaniczna

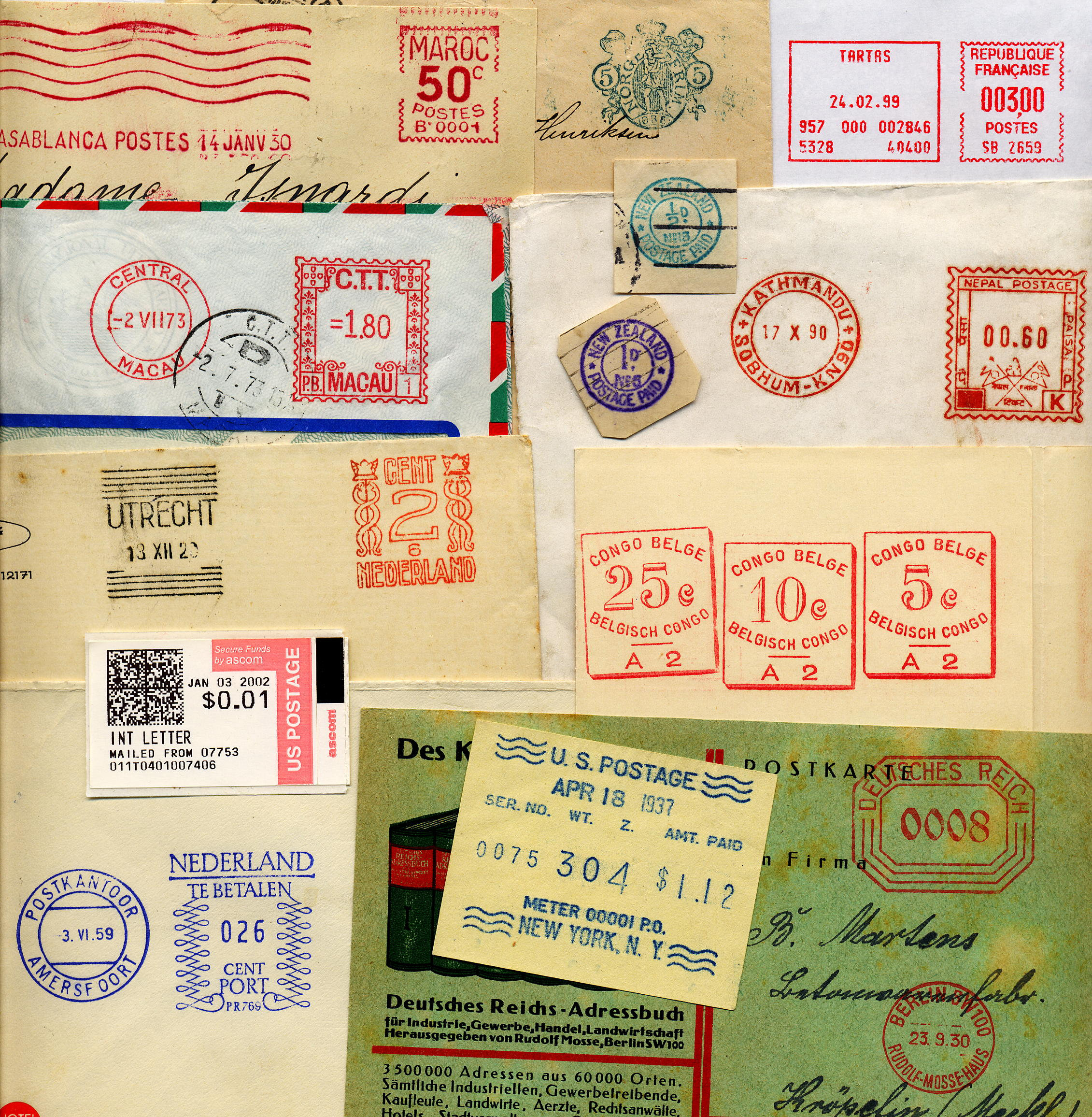
Frankatura mechaniczna

Frankatura mechaniczna – znak pocztowy odbity przez maszynę frankującą bezpośrednio lub pośrednio na przesyłce pocztowej zawierający znak opłaty, datownik i napis.